# Suzanne Collins
Suzanne Collins (født 10. august 1962) er en amerikansk tekstforfatter og forfatter, der bedst er kendt for at have skrevet trilogien The Hunger Games, der blev filmatiseret til film af samme navn.